# 施兰贝格
施兰贝格（德語：Schramberg，發音：[ˈʃʁamˌbɛʁk] ⓘ）是德国巴登-符腾堡州弗赖堡行政区罗特韦尔县的城市，面积80.7平方千米，2023年12月31日人口为21,231人。

## 友好城市
施兰贝格与以下城市结为友好城市：
- 法國 伊尔松（1958年）
- 比利时 沙勒罗瓦（1964年）
- 瑞士 拉亨（1965年）
- 查科韋茨（1989年）
- 德国 格拉斯许特（1989年）